# Johannes Wolf
Markus Johannes Wolf (Berlin, 17 de abril de 1869; Munique, 25 de maio de 1947) foi um musicólogo e historiador da música alemão.
Estudou em Berlin e Leipzig e a partir de 1907 atuou em Leipzig como professor e diretor das coleções musicais da Biblioteca Estatal da Prússia. Deixou obras clássicas sobre teoria musical: Handbuch der Notationskunde (1913-19) e Geschichte der Mensuralnotation von 1250 bis 1460 (1925-9), sendo um dos fundadores da moderna musicologia medieval.